# Hiromasa Tokioka
Hiromasa Tokioka (jap. 時岡 宏昌, Tokioka Hiromasa; * 24. Juni 1974 in der Präfektur Saitama) ist ein ehemaliger japanischer Fußballspieler.

## Karriere
Tokioka erlernte das Fußballspielen in der Schulmannschaft der Teikyo High School und der Universitätsmannschaft des National Institute of Fitness and Sports in Kanoya. Seinen ersten Vertrag unterschrieb er 1997 bei den Consadole Sapporo. Der Verein spielte in der zweithöchsten Liga des Landes, der Japan Football League. 1997 wurde er mit dem Verein Meister der Japan Football League und stieg in die J1 League auf. Am Ende der Saison 1998 stieg der Verein in die J2 League ab. Für den Verein absolvierte er acht Erstligaspiele. 2000 wechselte er zu Sagawa Express Tokyo. Ende 2001 beendete er seine Karriere als Fußballspieler.